# Invitație la vals (balet)

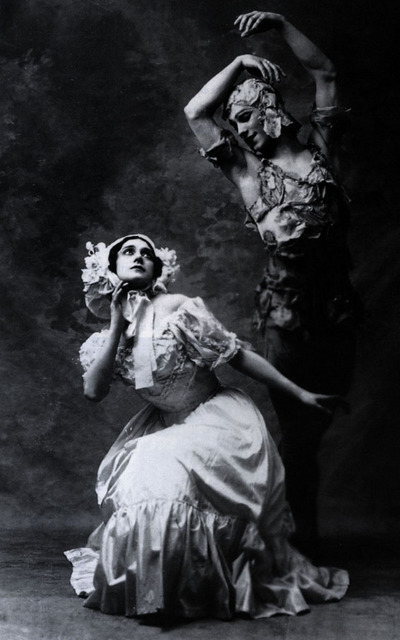
Karsavina și Nijinski în costum din petale de trandafir – 1911

Invitație la vals  (titlul original: în franceză Le Spectre de la Rose) este un balet într-un act compus de Carl Maria von Weber, coregafia semnată de Mihail Fokin, al cărui libret a fost scris de Jean-Louis Vaudoyer, bazat pe un poem de Théophile Gautier, premiera având loc la Teatrul din Monte Carlo, la 19 aprilie 1911, în interpretarea Baletului rus, condus de Serghei Diaghilev. 
Principalii interpreți ai premierei au fost Tamara Karsavina și Vaclav Nijinski.

## Personaje
- Fata
- Duhul trandafirului

## Rezumat
Este noapte de vară, razele lunii cad prin fereastra larg deschisă spre grădină, a camerei unei adolescente.
Pe melodia introductivă, tânăra fată în rochie de bal se întoarce acasă, cu un trandafir în mână. După ce, sub impresiile balului la care a fost, schițează câțiva pași de dans, apoi așezându-se în fotoliu, ațipește în mireasma trandafirului primit de la iubitul cu care a dansat. Trandafirul cade pe podea. Se aude o melodie de vals. În vis, Spiritul trandafirului îi apare fetei intrând pe fereastră, cu un Grand jeté (mare jeté) și dansând prin cameră, o atinge ușor. Ca prin vis, ea se ridică, valsează cu tânărul, din ce în ce mai pasionat. Când sunetele se sting, ea se așează din nou pe fotoliu și își continuă somnul. Spiritul trandafirului își ia rămas bun și plutind dispare prin fereastră. În melodia de încheiere, apar primele raze ale zorilor. Trezindu-se, fata se întreabă dacă ceea ce a trăit a fost un vis sau realitate, dar văzând trandafirul căzut, îl ridică și îl strânge cu emoție la piept ca pe o delicată amintire.

## Trivia
Întreaga acțiune, în concepția prelucrării lui Fokin, este un grand pas de deux poetique.
Grația și eleganța saltului lui Nijinski prin fereastră a fost evidențiată de multe ori de critici și considerată a fi neîntrecută de niciun alt interpret al acestui rol.